# Porjus revir
Porjus revir var ett skogsförvaltningsområde inom Övre Norrbottens överjägmästardistrikt och Norrbottens län som omfattade dels av Gällivare socken områdena vid Lule älv och Stora Lulevatten, dels av Jokkmokks socken trakterna vid Lule älv och Stora Lulevatten ned till Anavare. Reviret, som var indelat i tre bevakningstrakter, omfattade 179 876 hektar allmänna skogar (1920), varav tre kronoparker med en areal av 58 970 hektar.